# 傅方
傅方（？—219年），東漢末年南鄉太守。

## 生平
司馬懿曾向曹操建言說荊州刺史胡脩為人粗暴，南鄉太守傅方驕傲奢侈，都不適合鎮守邊疆。曹操沒有採納建言。後來關羽在樊城圍困曹仁、于禁等七軍被水淹沒，胡脩、傅方果然向關羽投降。
建安二十四年（公元219年），包圍襄樊的關羽與曹魏援軍徐晃交戰，關羽在塹前圍有十重鹿角（狀似鹿角的拒馬），徐晃追擊關羽，兩人皆進入樊城的包圍網，徐晃攻破包圍網，傅方、胡脩都戰死，於是關羽撤圍退軍。